# Edouard Van Esbroeck
Pour les articles homonymes, voir Esbroeck.
Edouard Van Esbroeck (né à Londerzeel le 27 avril 1869 et mort à Leeuw-Saint-Pierre le 3 janvier 1949) est un peintre belge.Son champ pictural couvre la peinture d'histoire, de portraits, de scènes de genre et de sujets religieux.

## Biographie

### Famille et formation
Edouard Van Esbroeck, né Egidius Eduardus, le 27 avril 1869 à Londerzeel, dans le Brabant flamand, est le dernier des neuf enfants de Carolus Ludovicus Van Esbroeck, sabotier, et de Sophia Van Snick.
Il est élève à l'Académie royale des beaux-arts de Bruxelles. Le 18 avril 1899, à Bruxelles, Edouard Van Esbroeck épouse Jeanne Defooz.
Edouard Van Esbroeck remporte, en 1892, grâce à son œuvre Les dernières victimes du déluge, une mention honorable au Prix de Rome belge. Le 14 novembre 1893, il remporte, grâce à son tableau Consolateur des esclaves, le second prix en peinture au Concours Godecharle,.
Les bourses assorties aux prix reçus permettent à Van Esbroeck de voyager en Europe, où Ernest Wante, premier prix Godecharle, l'accompagne à Vienne, Munich et à Berlin, avant d'aborder les régions de l'Italie, où Van Esbroeck et son compagnon de voyage marquent une prédilection analogue pour les peintres primitifs italiens.

### Carrière
Des œuvres picturales de Edouard Van Esbroeck ornent dans l'église royale Sainte-Marie (Chemin de croix) et l'église Saint-Servais de Schaerbeek (La condamnation injuste, ainsi qu'à la maison communale de Londerzeel (Le Sculpteur). Edouard Van Esbroeck est citoyen d'honneur de cette commune, dont une rue est nommée en son honneur.
Edouard Van Esbroeck participe à plusieurs salons triennaux belges, ainsi qu'à l'exposition périodique dans les salles de l'hôtel de ville de Valenciennes de 1905, où ses portraits, sans viser à l'originalité, ont d'honorables mérites de ressemblance et de talent,. Progressivement, il se fait connaître pour ses paysages lumineux et ses scènes domestiques intimistes.

## Œuvres

### Expositions
- Le Consolateur des esclaves, salon de Bruxelles de 1890 ;
- Jugement inique, salon de Bruxelles de 1903.

### Enchères
Entre 1990 et 2020, plusieurs œuvres de Edouard Van Esbroeck sont vendues aux enchères, :
- La jeune Italienne (1890) ;
- Au tribunal (1903) ;
- Jeune femme gantée (1906) ;
- Étudiant écrivant à un pupitre (vers 1910) ;
- Visite des malades (1924) ;
- Un couvent près d'une baie (1927) ;
- Le tri du houblon dans un intérieur (1928) ;
- Le potager ;
- Le retour des pêcheurs de crevettes.